# Лотаковская волость
Лотако́вская волость — административно-территориальная единица в составе Суражского (с 1921 — Клинцовского) уезда.
Административный центр — село Лотаки.

## История
Волость образована в ходе реформы 1861 года.
В ходе укрупнения волостей, в середине 1920-х годов Лотаковская волость была упразднена, а её территория включена в состав Заборской волости.
Ныне территория бывшей Лотаковской волости входит в Красногорский район Брянской области.

## Административное деление
В 1919 году в состав Лотаковской волости входили следующие сельсоветы: Александровский, Березовский, Гасановослободский, Гетманобудский, Дубровский, Ермоленский, Задерский, Ивановский, Козловский, Кормский, Кургановский, Кустенский, Ларневский, Лотаковский, Михалёвский, Морозовский, Николаевский, Ожеговский, Пересуховский, Сердюковский, Степановский, Тисленский, Тусикский, Чиграйский, Ямновский.
Многие из этих сельсоветов были незначительными и в ближайшие годы были упразднены.